# Daubaer Schweiz

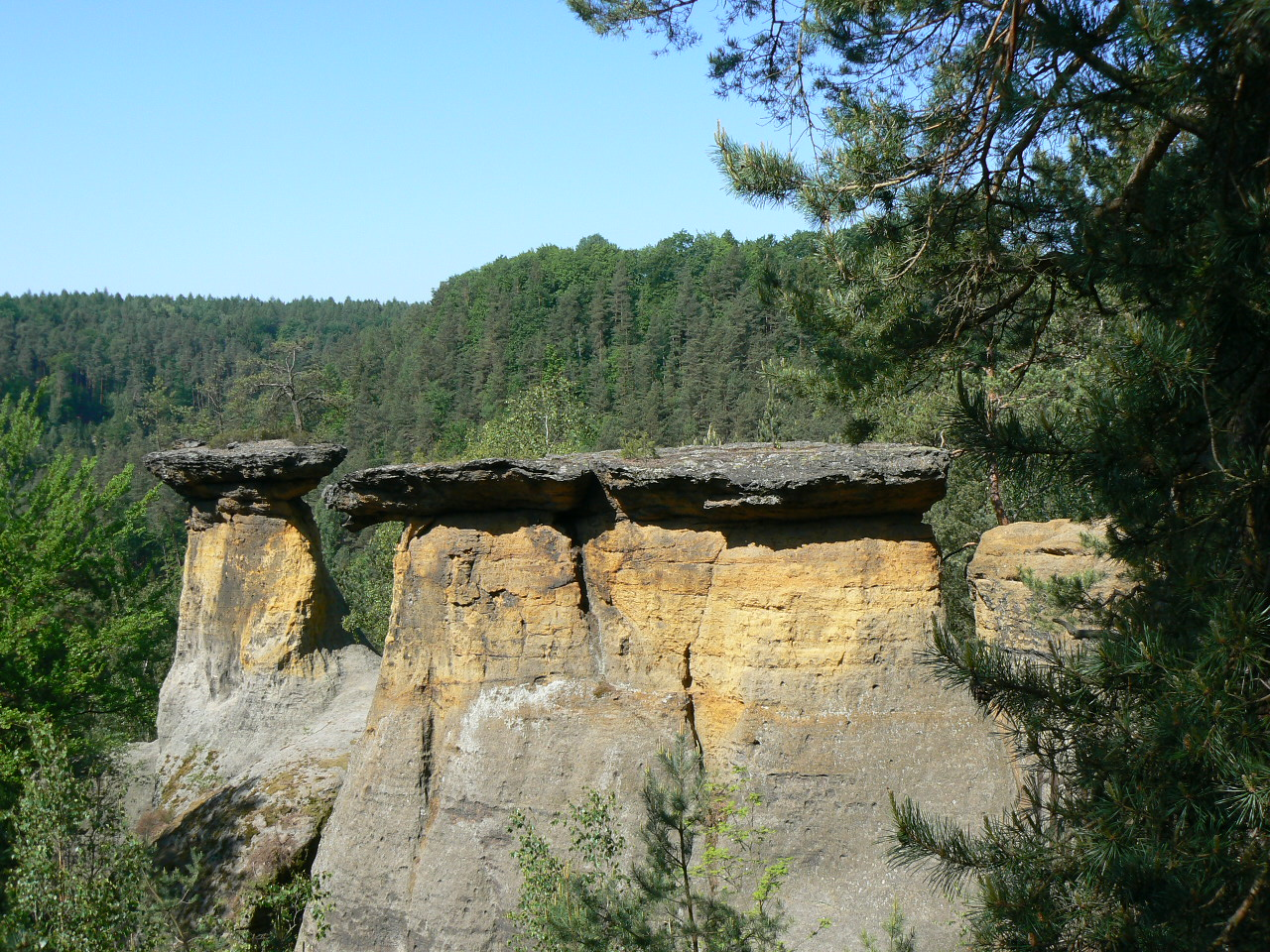
Mšenské pokličky

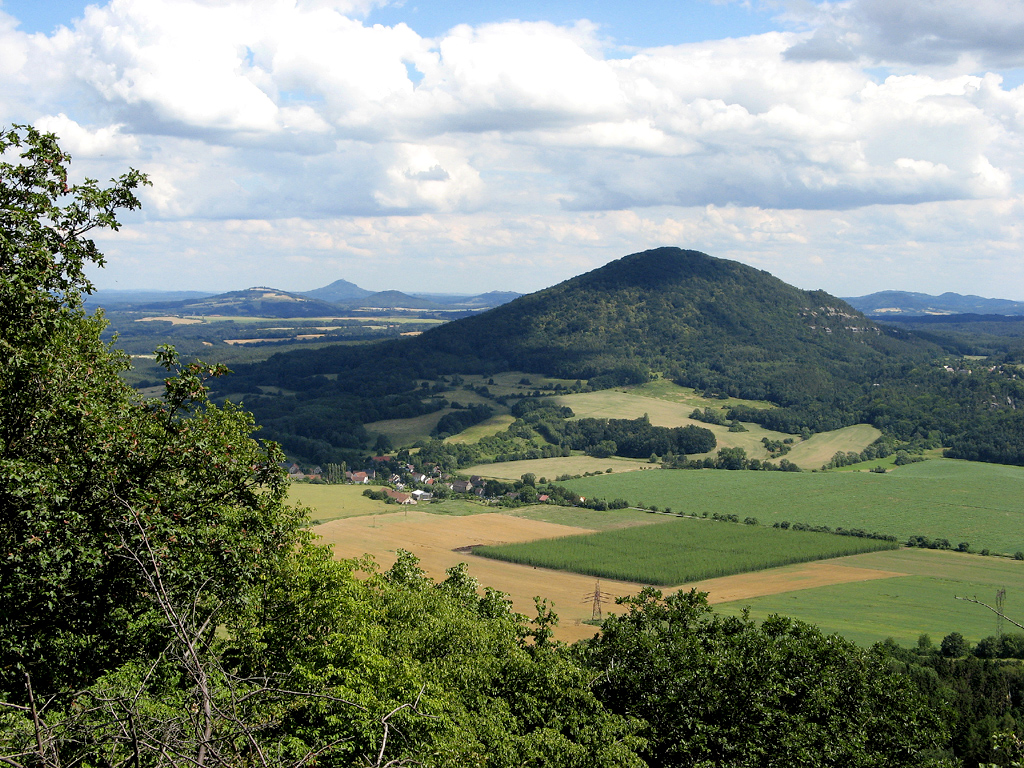
Vlhošť (Wilschtberg)

Die Daubaer Schweiz (tschechisch Dubské Švýcarsko, auch Dubské Skály oder Polomené hory) nach dem Stadt Dubá (Dauba) benannt, ist eine Mittelgebirgslandschaft in Tschechien. Sie schließt südöstlich an das benachbarte Böhmischen Mittelgebirge (České středohoří) an und gehört geomorphologisch zum Rollberger Hügelland (Ralská pahorkatina). Im Südwesten wird die Region von der Elbniederung, im Südosten von der Talniederung der Jizera (Iser) und im Nordosten vom Teichgebiet von Doksy (Hirschberg am See) begrenzt. Der größte Teil der Daubaer Schweiz steht als CHKO Kokořínsko unter Landschaftsschutz. Das Gebiet war bis 1945/46 mehrheitlich von Deutschböhmen besiedelt.

## Entstehung
Wie in der Böhmischen Schweiz und den anderen Sandsteingebieten Böhmens lagerte auch hier das Kreidemeer Sand ab, welcher sich im Verlauf von Jahrmillionen zu Sandstein verfestigte. Im Tertiär durchbrachen vulkanische Magmen den Sandstein und formten die höchsten Berge. Durch die Nähe der Elbe (Labe) als Erosionsbasis entstand eine Vielzahl von Tälern, die die Landschaft heute gliedern. Am bedeutendsten ist das Kokořínsky důl (Kokorschiner Tal), welches bei Mělník (Melnik) in die Elbe (Labe) entwässert.

## Landschaft
Typisch für die Daubaer Schweiz sind kühle schattige Täler, die von Sandsteinfelsen eingerahmt sind, aber auch trockene, von Kiefern bestandene Felsriffe. Einige aus vulkanischen Gesteinen aufgebaute Berge überragen diese Wald-Felswildnis. Die Dörfer sind geprägt von gut gepflegten Umgebindehäusern, die hier an der Südgrenze ihres Verbreitungsgebietes stehen. Das gesamte Gebiet ist durchzogen mit einer großen Anzahl von Felsenkellern bzw. ehemaligen Höhlenwohnungen. Besonders gut erhaltene Höhlenwohnungen sind im Bereich des Weilers Truskavna und des Tales Šemanovicky Důl zu finden.

## Naturschutz

Seit 1976 steht die Landschaft der Daubaer Schweiz als Chráněná krajinná oblast Kokořínsko auf 271,57 km² unter Landschaftsschutz. Die Verwaltung des Schutzgebietes befindet sich in Mělník. Besonders wertvolle Landschaftsbestandteile stehen als Naturreservat bzw. Naturdenkmal unter besonderem staatlichen Schutz.

### Naturreservate
(PR = přírodní rezervace)

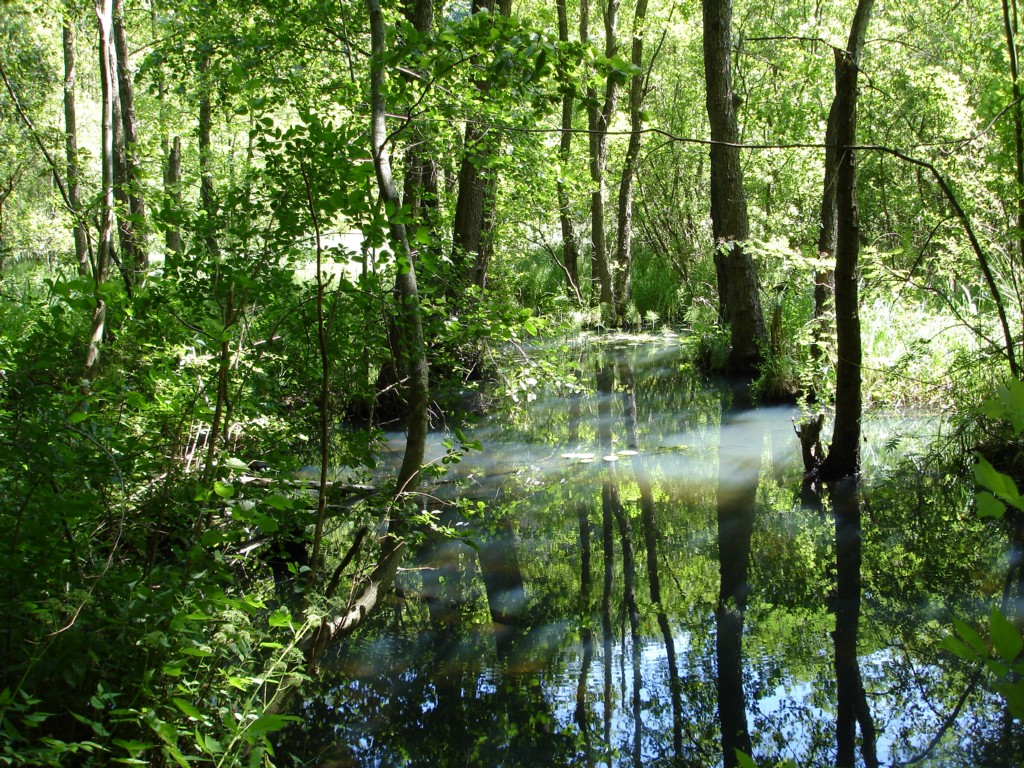
Feuchtgebiet im Kokořínský důl

- PR Kokořínský důl (2096,97 ha) – eines der größten Naturreservate in Tschechien
- PR Kostelecké bory (55,13 ha)
- PR Mokřady dolní Liběchovky (36,26 ha)
- PR Mokřady horní Liběchovky (75,12 ha)
- PR Vlhošť (81,99 ha)

### Naturdenkmale
(PP = přírodní památka)
- PP Černý důl (1,71 ha)
- PP Deštenské pastviny (2,34 ha)
- PP Husa (Gans) (3,95 ha) – Felsformation in Form einer Gans infolge von Eiseninkrustationen
- PP Kamenný vrch u Křenova (0,39 ha)
- PP Krápník
- PP Martinské stěny  (Martinswand) (3,18 ha)
- PP Mrzínov (0,87 ha)
- PP Na Oboře (3,46 ha)
- PP Osinalické bučiny (7,51 ha)
- PP Pod Hvězdou (1,88 ha)
- PP Prameny Pšovky (8,77 ha)
- PP Ronov (8,73 ha)
- PP Stráně Hlubokého dolu (4,64 ha)
- PP Stráně Truskavenského dolu (0,53 ha)
- PP Střezivojický špičák (0,5 ha)
- PP Stříbrný vrch (2,81 ha)
- PP Želízky (1,05 ha)

## Sehenswürdigkeiten

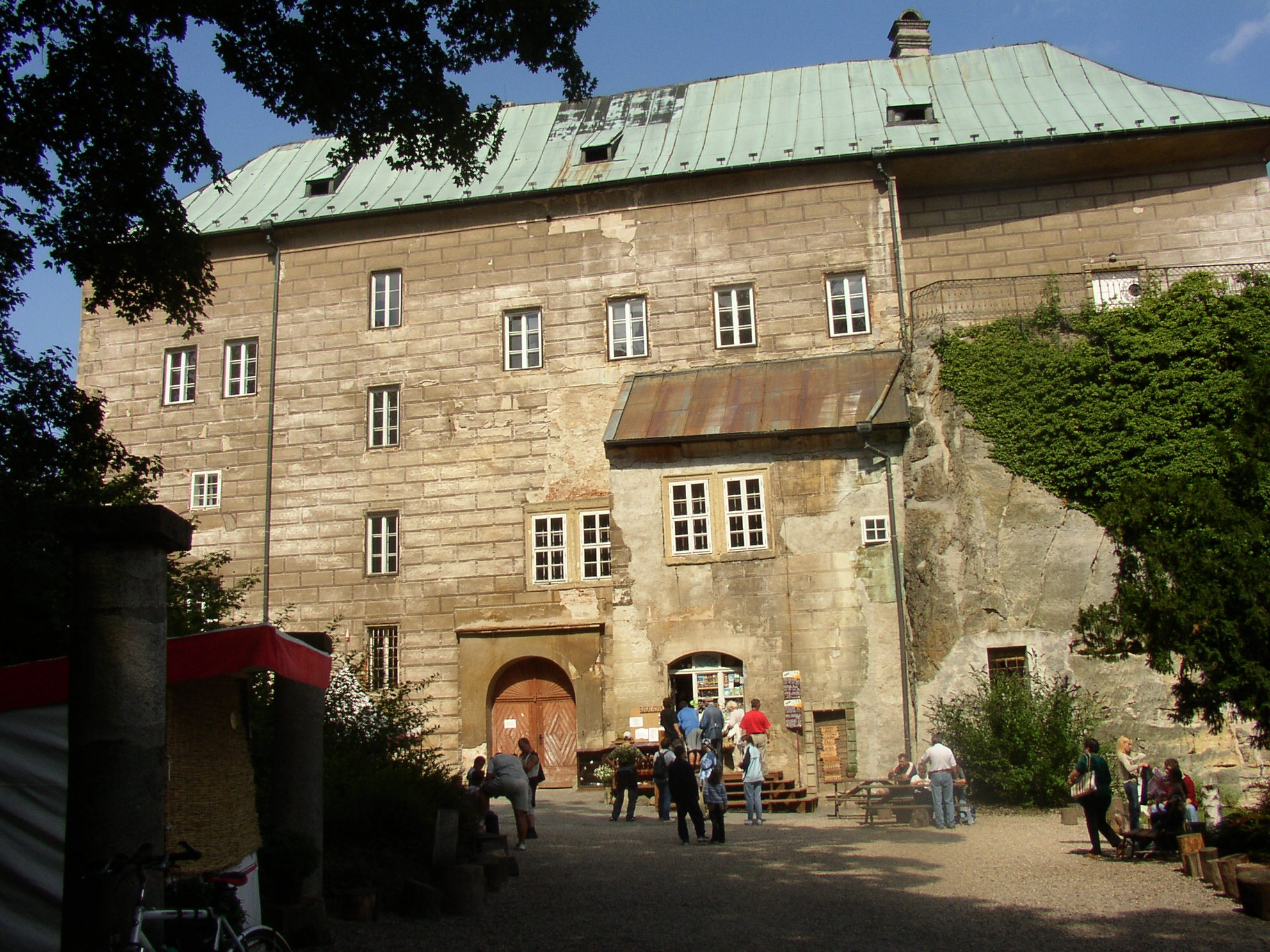
Burg Houska

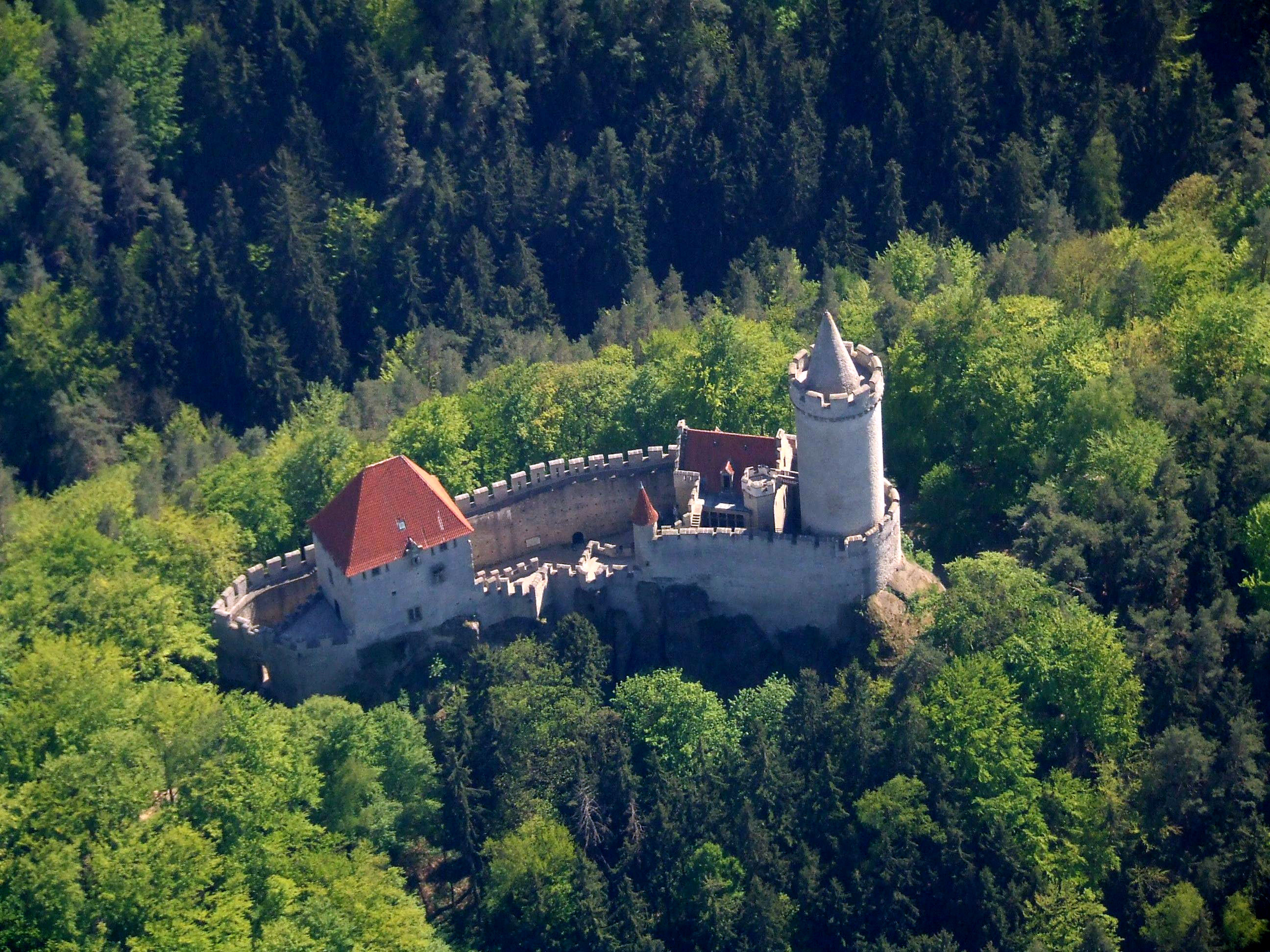
Burg Kokořín

- Mělník (Melnik): Schloss und historische Altstadt
- Úštěk (Auscha): historische Altstadt mit Synagoge und den sog. Vogelhäusern (Ptači domky)
- Burg Kokořín (Kokorschin)
- Burg Helfenburk (Helfenburg)
- Schloss Houska (Hauska)
- Schloss Liběchov (Liboch)

## Bedeutende Erhebungen
- Vlhošť (Wilschtberg), 614 m
- Vrátenská hora (Wratner Berg), 508 m
- Berkovský vrch (Vrchhabener Berg), 480 m
- Nedvezi, (Nedoweska), 458 m
- Husa (Gans), 449 m
- Čap (Tschap), 387 m

## Orte
- Mělník (Melnik)
- Dubá (Dauba)
- Mšeno (Mscheno)
- Kokořín (Kokorschin)

## Felsklettern

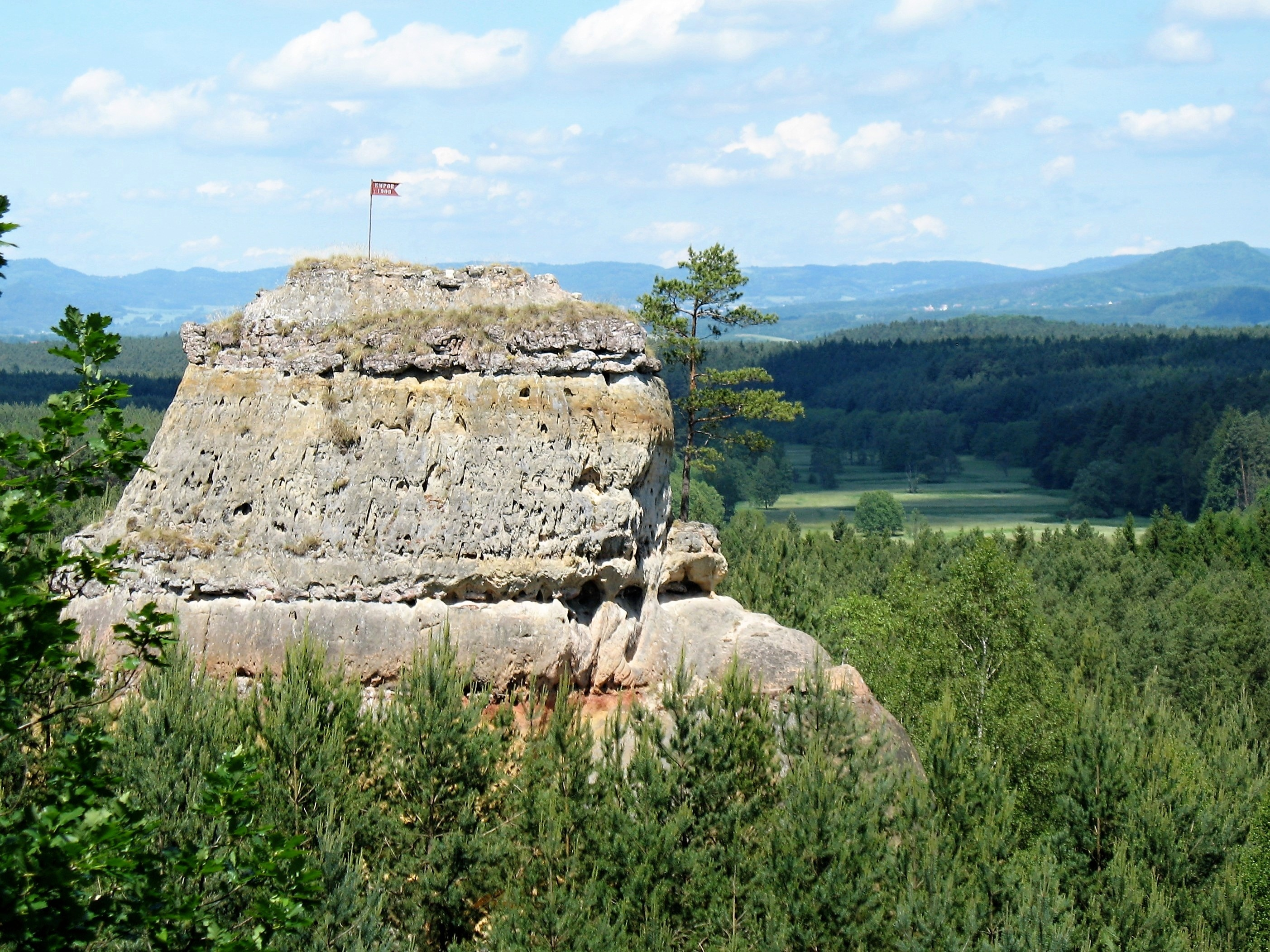
Quargelstein (2017)

In der Daubaer Schweiz wird im begrenzten Maße auch geklettert. Die meisten Felsen in der Daubaer Schweiz sind sehr klein und weit über die Gegend verstreut. Bedeutende freistehende Felsen fehlen fast gänzlich. Das Gestein ist sehr bindemittelarm und sehr weich.
Die bedeutendsten Kletterfelsen liegen im Westen des Gebietes bei Blíževedly (Bleiswedel). Sie waren früher als Leitmeritzer Kletterschule bekannt. Sie wurden von Mitgliedern des Deutschen und Österreichischen Alpenvereins, Sektion Leitmeritz erschlossen. Der bedeutendste Felsen dort ist der Leitmeritzer Turm. Bereits im Jahr 1916 wurde dort die 114. Besteigung gezählt. Ab 1927 war dort auch der Touristenverein Naturfreunde aktiv, der dort Kletterschulen abhielt. Ab den 1930er Jahren wurden dort die ersten schweren Touren geklettert. Eine umfassende Erschließung der Kletterfelsen in der Daubaer Schweiz durch tschechische und deutsche Bergsteiger setzte in den 1970er Jahren ein.
Ab 1992 kamen als Klettergebiet die Felsen im Kummergebirge hinzu, die bislang im Truppenübungsplatz Ralsko lagen. Bedeutendster Felsen ist dort der freistehende Quargelstein, der bereits 1909 durch Kletterer aus Reichenberg erstbestiegen worden war. Die Nacherschließung wurde dort insbesondere durch den Prager Kletterer Karel Bělina als auch wiederum durch deutsche Bergsteiger geleistet.